# Тарапака (Колумбия)
Тарапака (исп. Tarapacá) — муниципалитет в Колумбии в составе департамента Амасонас. Название своё Тарапака берёт от перуанского департамента Тарапака, который отошёл к Чили в результате Второй тихоокеанской войны. В результате перуанские переселенцы из этого департамента обосновались на территории Колумбии, назвав своё поселение в честь своей бывшей родины.
Тарапака несколько раз кратковременно попадала под контроль Перу во время его вооружённых конфликтов с Колумбией. Так в 1911 году Тарапака несколько месяцев принадлежала перуанцам, также она занимала одно из центральных мест в конфликте 1932—1933 годов.
К Тарапаке можно добраться по воздуху из Летисии, столицы департамента Амасонас.

## Географическое положение

Муниципалитет Тарапака

Муниципалитет Тарапака расположен в департаменте Амасонас в так называемой «трапеции Летисии», на западе имея границу с  Перу, а на востоке с Бразилией. Поселение Тарапака располагается на правом берегу реки Путумайо. Абсолютная высота — 80 метров над уровнем моря.

Площадь муниципалитета составляет 1 443 км².

## Население
По данным Национального административного департамента статистики Колумбии, совокупная численность населения муниципалитета в 2012 году составляла 4 074 человека.
Динамика численности населения муниципалитета по годам:
| 2005  | 2006  | 2007  | 2008  | 2009  | 2010  | 2011  | 2012  |
| ----- | ----- | ----- | ----- | ----- | ----- | ----- | ----- |
| 3 775 | 3 820 | 3 863 | 3 907 | 3 950 | 3 992 | 4 033 | 4 074 |

Согласно данным переписи 2005 года мужчины составляли 52,8 % от населения муниципалитета, женщины — соответственно 47,2 %. В расовом отношении белые и метисы составляли 13,7 % от населения муниципалитета; негры — 0,2 %, индейцы — 86,1 %..
Уровень грамотности среди населения старше 5 лет составлял 70,9 %.